# Salvadoransk colón
Salvadoransk colón (ESc - colón salvadoreño) var den valuta som användes i El Salvador i Centralamerika. Valutakoden var SVC. 1 colon var = 100 centavo. Den ersattes av amerikansk dollar som valuta i landet år 2001. Se även valutaunion. Vid bytet låg växlingskursen på 1 USD = 8,75 colón.
Salvadoransk colón infördes 1925 och ersatte då peso och fick sitt namn efter Christopher Columbus (spanska Cristóbal Colón).

## Användning
Valutan gavs ut av Banco Central de Reserva de El Salvador (BCRES) som grundades 1934 och har huvudkontoret i San Salvador.

## Valörer
- mynt: fanns i 1 colón
- underenhet: fanns i 1, 5, 10 och 25 centavos
- sedlar: fanns i 5, 10, 25, 50, 100 och 200 colón